# گمینا راشکوو
گمینا راشکوو (به لهستانی:  Gmina Raszków) یک گمینا در لهستان است که در شهرستان اوستروف ویلکوپولسکی واقع شده‌است. گمینا راشکوو ۱۳۴٫۴۶ کیلومتر مربع مساحت و ۱۱٬۲۷۵ نفر جمعیت دارد.

## خواهرخوانده
شهر پالاتا خواهرخواندهٔ گمینا راشکوو هست.